# Naródnaia Vólia

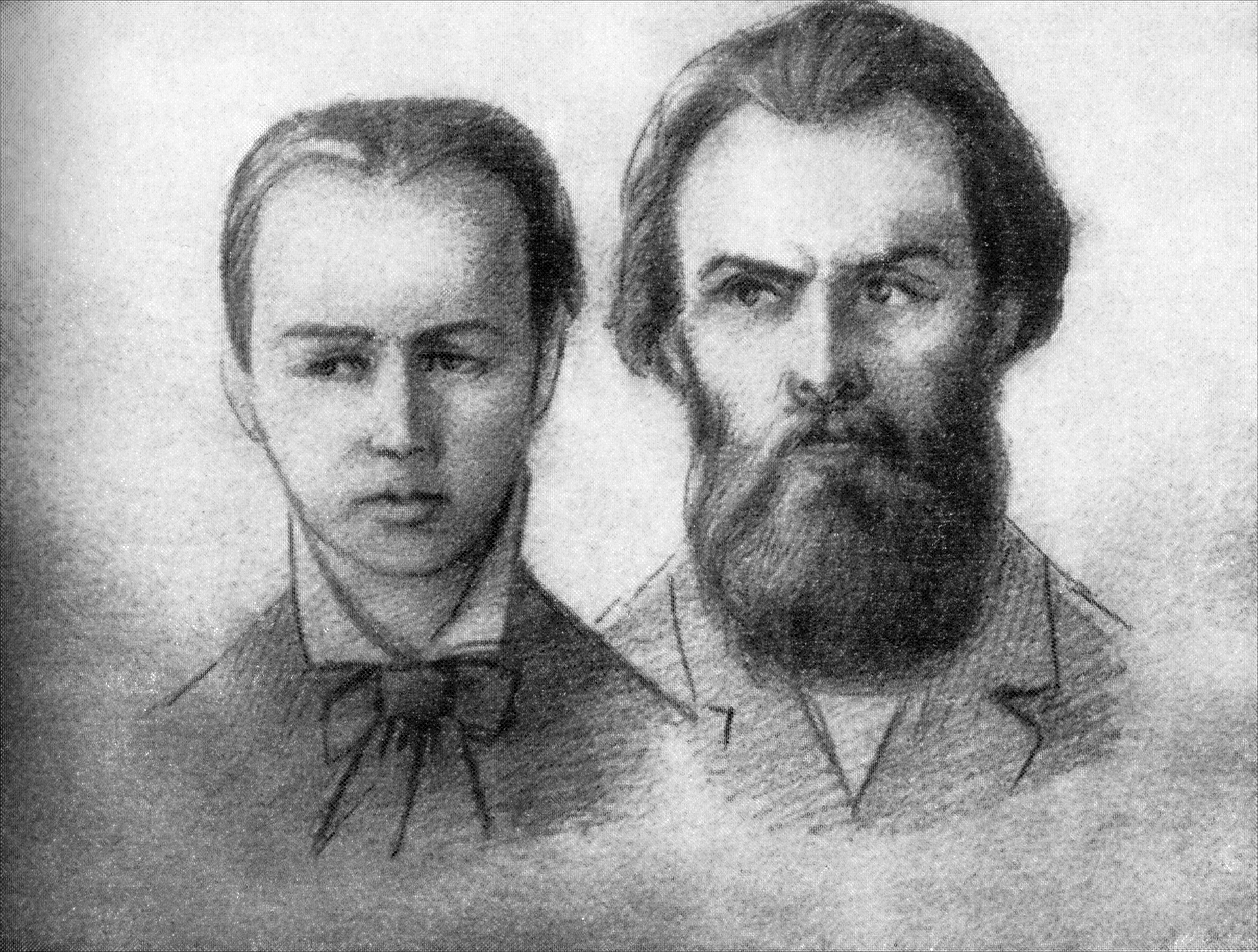
Sófia Peróvskaia i Andrei Jeliàbov, dos dirigents destacats de Naródnaia Vólia.

La voluntat del poble (en rus: Народная воля, Naródnaia vólia) fou una organització russa revolucionària de principis de 1880. Va ser formada l'agost de 1879, després de la divisió de Zémlia i Vólia en Naródnaia Vólia i Repartició Negra (Txerni Peredel). Els seus fundadors eren revolucionaris professionals – simpatitzants de la lluita política en contra de l'autocràcia. Van crear una organització sòlida i camuflada en una època de molts moviments liberals a Rússia.
Els membres més famosos de l'organització foren Aleksandr Mikhailov, Aleksandr Kviatkovski, Andrei Jeliàbov, Sófia Peróvskaia, Vera Fígner, Nikolai Morózov, Mikhaïl Frolenko, Lev Tikhomírov, Aleksandr Barànnikov, Anna Iakímova, Maria Oixànina, Piotr Lavrov, Stepan Khalturin, Nikolai Kibàltxitx, Serguei Degaiev, Guérman Lopatin, Nikolai Tiúttxev, Nikolai Vassílievitx Kletótxnikov, Iàkov Lazàrevitx Iudelevski i Vladímir Ivànovitx Dziúbinski. Entre els seus actes més transcendents destaca l'atemptat i homicidi del tsar Alexandre II.